# Dan DiDio
Dan DiDio é um editor de Histórias em Quadrinhos e executivo. Ele é atualmente o Vice Presidente Sênior - Editor Executivo do Universo DC, pela DC Comics, tenho assumido esse cargo em Outubro de 2002 após ter-se juntado à companhia em Janeiro de 2002 como o Vice-presidente Editorial do Universo DC
Ele foi premiado pela revista Wizard como o "Homem do ano" em 2003 pelo seu trabalho na linha do Universo DC.
Em 18 de fevereiro de 2010, DiDio foi anunciado como o novo co-editor da DC Comics ao lado de Jim Lee, ambos substituindo Paul Levitz.